# Регбі-7 на літніх Олімпійських іграх 2020 (склади, жінки)
У цій статті представлено склади всіх збірних, що взяли участь у жіночому турнірі з регбі-7 на літніх Олімпійських іграх 2020. Кожна збірна могла мати щонайбільше 12 гравчинь, але в липні 2021 року Міжнародний олімпійський комітет дозволив і резервним гравчиням брати участь через пандемію коронавірусної хвороби 2019. Отож, розмір збірних зріс до 13 гравчинь.

## Група A

### Велика Британія
Склад збірної Великої Британії з 13 гравчинь названо 18 червня 2021 року.
Головний тренер: Скотт Форест
- Голлі Ейчисон
- Ебігейл Бравн (к)
- Абі Бертон
- Дебора Флемінґ
- Наташа Гант
- Меґан Джонс (к)
- Жасмін Джойс
- Алекс Метьюз
- Селія Кванса
- Гелена Ровленд
- Ганна Сміт
- Ліза Томсон
- Емма Урен

### Кенія
Склад збірної Кенії з 13 гравчинь названо 5 липня 2021 року. Додатково, Енід Ума названо резервісткою, що не подорожує.
Головний тренер: Фелікс Олоо
- Грейс Адхіамбо Окулу
- Вівіан Оквач
- Синтія Камілла Атьєно
- Джудіт Окуму
- Сінаїда Омонді
- Діана Очієнг
- Шейла Кавугве Чаджіра
- Крістабель Ліндо
- Джанет Окело
- Філадельфія Оландо (к)
- Сара Ндунду
- Стелла Вафула
- Лія Вамбуй

### Нова Зеландія
Склад збірної Нової Зеландії з 12 гравчинь названо 2 липня 2021 року. Додатково, Теніка Віллісон, Джазмін Готен і Теріну Те Тамакі названо резервістками, що подорожують.
Головний тренер: Аллан Бантінґ
- Мікейла Блайд
- Келлі Браз'єр
- Гейл Бротон
- Тереза Фіцпатрік
- Стейсі Флюлер
- Сара Госс (к)
- Ширей Кака
- Тайла Натан-Вонг
- Різі Пурі-Лейн
- Алена Саїлі
- Рубі Туї
- Портія Вудмен

### РОК
Склад збірної РОК з 12-ти гравчинь:
Головний тренер: 
- Ганна Баранчук
- Яна Данилова
- Байзат Хамідова
- Марина Кукіна
- Дар'я Лушина
- Дар'я Норіцина
- Марія Погребняк
- Христина Середіна
- Дар'я Шестакова
- Надія Созонова
- Альона Тірон (к)
- Олена Здрокова

## Група B

### Бразилія
Склад збірної Бразилії з 12 гравчинь названо 28 червня 2021 року.
Головний тренер: Вілл Бродерік
- Луїза Кампус
- Ізадора Серулло
- Талія Кошта
- Таліта Да Сілва Кошта
- Маріна Фйораванті
- Аліне Фуртаду
- Ракель Кохганн (к)
- Маріана Ніколау
- Аліне Скатрут
- Б'янка Сілва
- Лейла Кассія Сілва
- Рафаела Занеллато

### Канада
Склад збірної Канади з 12 гравчинь і однієї резервної названо 25 червня 2021 року.
Головний тренер: Mick Byrne
- Елісса Елері
- Олівія Еппс (alternate)
- Бріттані Бенн
- Памфінетт Буїса
- Б'янка Фарелла
- Джулія Ґріншилдс
- Гіслейн Лендрі (к)
- Кейлі Люкан
- Кайла Молескі
- Брінн Ніколас
- Карен Пакен
- Кеяра Вордлі
- Черіті Вільямс

### Фіджі
Склад збірної Фіджі з 12 гравчинь названо 6 липня 2021 року. Крім того, Лавенію Тінай, Ана Марію Рокіку і Реджієлі Улуйнаяу спочатку названо резервістками, що подорожують. Однак, Тінай і Рокіку додано до складу збірної замість травмованих Токаси Сеніясі та Улуйнаяу.
Головний тренер: Сайясі Фулі
- Лавена Кавуру
- Райдж'єлі Давеуа
- Сесеніелі Дону
- Лайсана Лікуцева
- Русіла Нагасау (к)
- Ана Марія Наймасі
- Аловесі Накочі
- Роела Радініявуні
- Вініана Найсалувакі Рівай
- Ана Марія Рокіка
- Васіті Соліковіті
- Лавенія Тінай
- Реапі Улунісау

### Франція
Склад збірної Франції з 12 гравчинь названо 5 липня 2021 року. Додатково, Жоанну Грізе названо заміною.
Головний тренер: Крістоф Рейт
- Коралі Бертран
- Анн-Сесіль Чіофані
- Каролін Друен
- Каміль Грассіно
- Ліна Герін
- Фанні Орта
- Шеннон Ізар
- Клое Жаке
- Карла Нейзен
- Серафіна Окемба
- Клое Пелль
- Жад Утулуле

## Група C

### Австралія
Склад збірної Австралії з 12 гравчинь названо 3 липня 2021 року.
Головний тренер: Джон Маненті
- Медісон Ешбі
- Шарлотта Каслік
- Домінік дю Туа
- Демі Гейз
- Тіа Гайндс
- Меддісон Леві
- Фейт Натан
- Сарія Пакі
- Шеннон Перрі (к)
- Іванія Пелайт
- Емма Тонегато
- Шарні Вільямс (к)

### Китай
Склад збірної Китаю з 13 гравчинь:
Головний тренер: Euan Mackintosh
- Чень Кеї
- Ґуй Яояо
- Лю Сяоцянь
- Жуань Хунтін
- Тан Мінлінь
- Ван Ваньюй
- У Цзюань
- Сюй Сяоянь
- Янь Мейлін
- Ян Фейфей
- Ян Мінь (к)
- Юй Ліпін
- Юй Сяомін

### Японія
Склад збірної Японії з 12 гравчинь названо 19 червня 2021 року.
Головний тренер: Hare Makiri
- Вакаба Хара
- Юме Хірано
- Харука Хіроцу
- Марін Кадзікі
- Міфую Койде
- Рінка Мацуда
- Хана Наґата
- Меї Отані
- Рейчел Батівакалоло (к)
- Маю Сімідзу (к)
- Мію Сірако
- Хонока Цуцумі

### США
Склад збірної США з 12 гравчинь названо 17 червня 2021 року.
Головний тренер: Роб Кейн
- Кайла Канетт-Ока
- Лорен Дойл
- Чета Емба
- Ебба Ґустайтіс (к)
- Нікол Гевірленд
- Алев Келтер
- Крісті Кірше
- Ілона Магер
- Джордан Матіяс
- Аріана Ремсі
- Ная Таппер
- Крістен Томас (к)